# Ralph Spotts
Ralph Lewis Spotts (født 14. juni 1875 i Canton, Ohio, død 17. april 1924 i New York) var en amerikansk skytte, som deltog i OL 1912 i Stockholm.

## Idrætskarriere
Spotts var amerikansk mester tre gange i lerdueskydning som repræsentant for New York Athletic Club. Han var desuden formand for klubbens lerduekomité i en årrække. Ved OL i Stockholm deltog han på det amerikanske hold i lerdueskydning sammen med Jim Graham, Charles Billings, John Hendrickson, Frank Hall og Edward Gleason. Amerikanerne var bedst i alle tre runder og vandt derfor guld sikkert med i alt 532 point (deraf 90 af Spotts), mens Storbritannien var næstbedst med 511 point, lige foran Tyskland med 510 point. Han deltog endvidere i den individuelle konkurrence, hvor han blev nummer 10.

## Øvrige karriere
Spotts tjente sit levebrød som ejendomsmægler.